# کلیسای جامع الی
کلیسای جامع الی (انگلیسی: Ely Cathedral) یک کلیسای جامع در شهر الی، کمبریج‌شایر، انگلستان است.
این کلیسا که در سال ۱۰۸۳ ساخته شده‌است دارای دو برج به ارتفاع ۶۶ و ۵۲ متر می‌باشد.

## نگارخانه

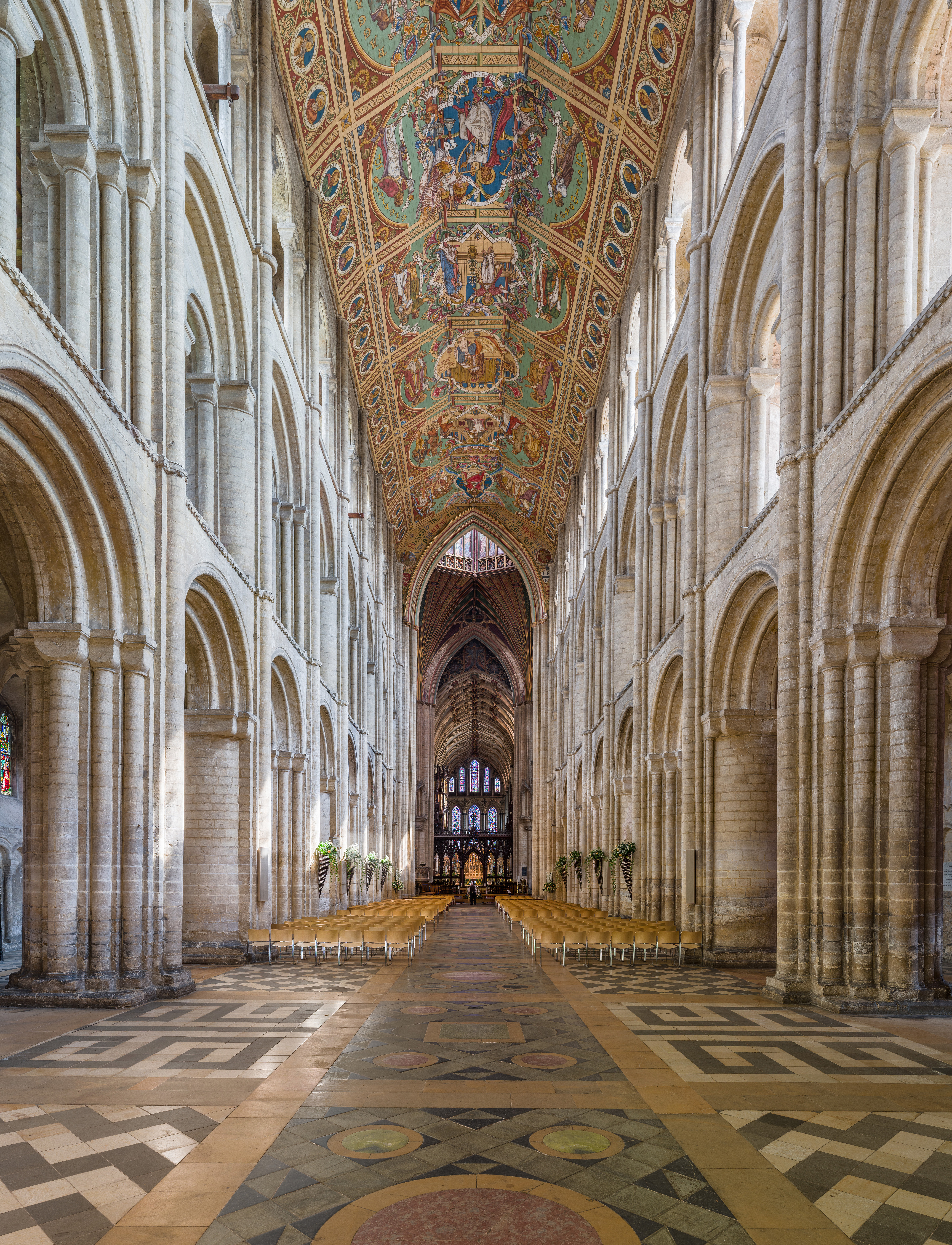
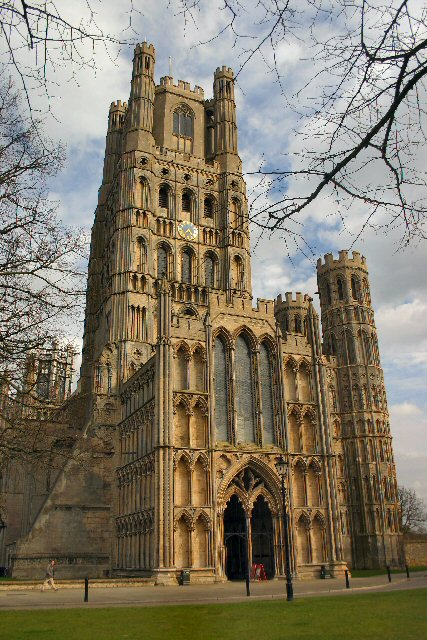
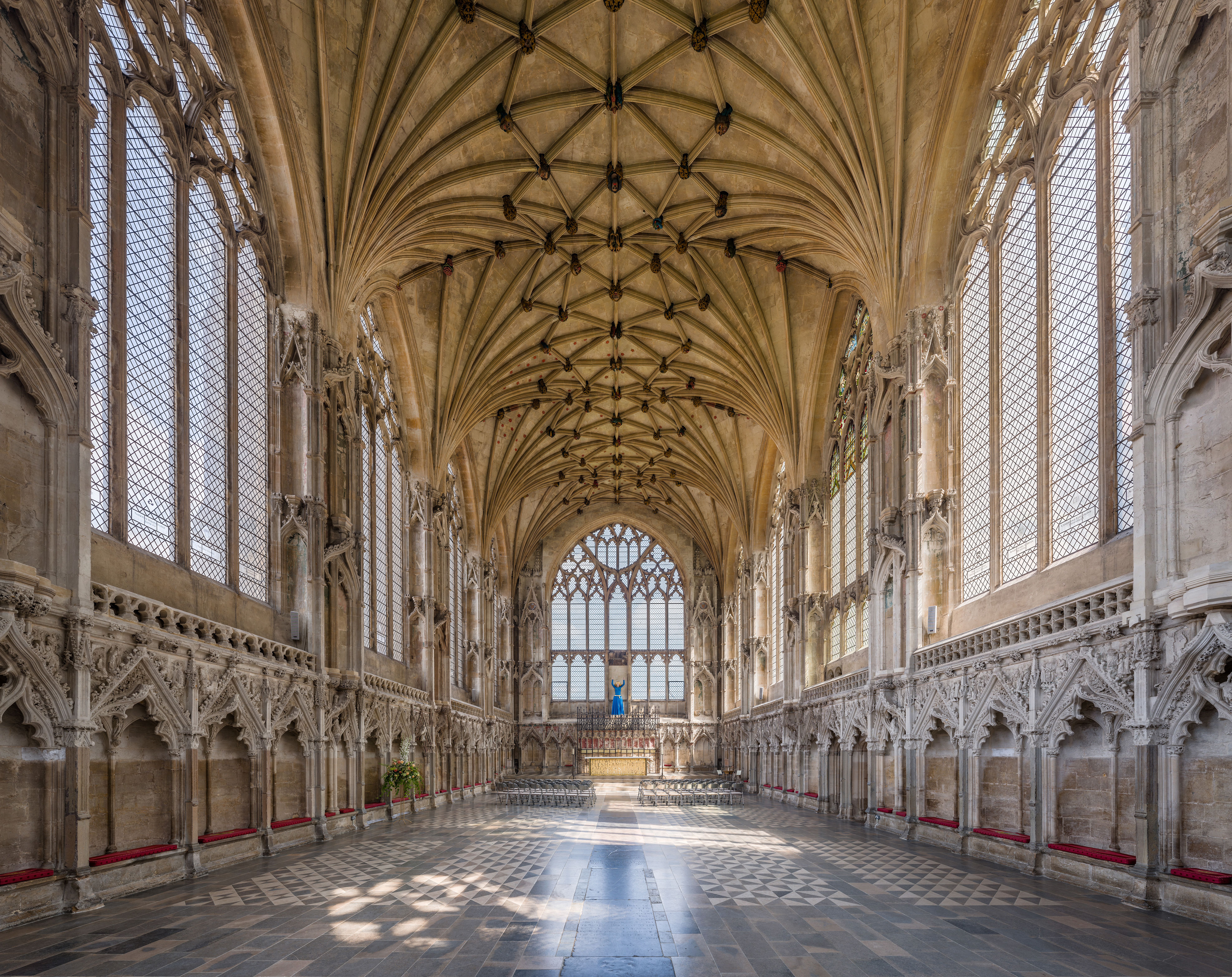
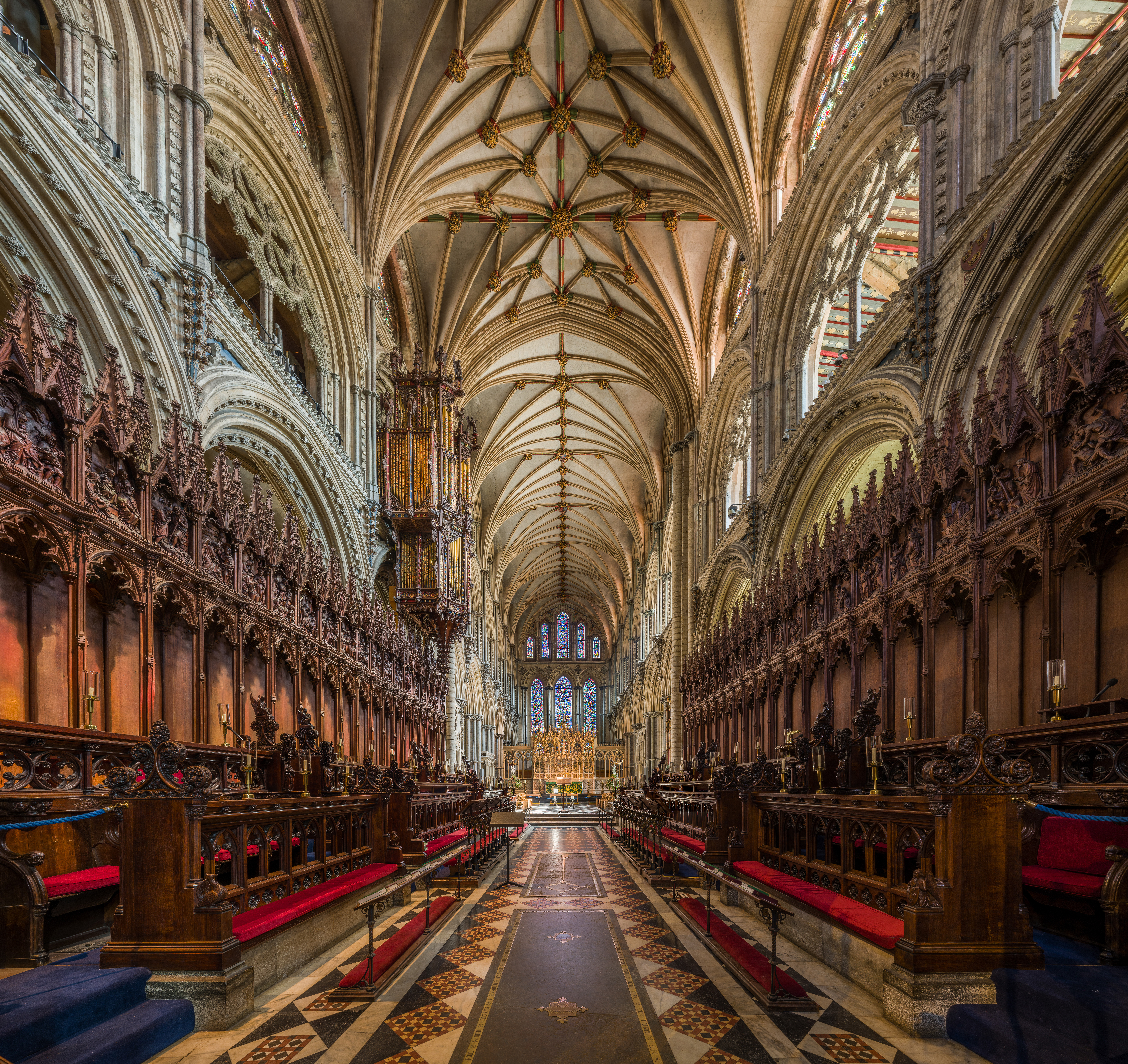
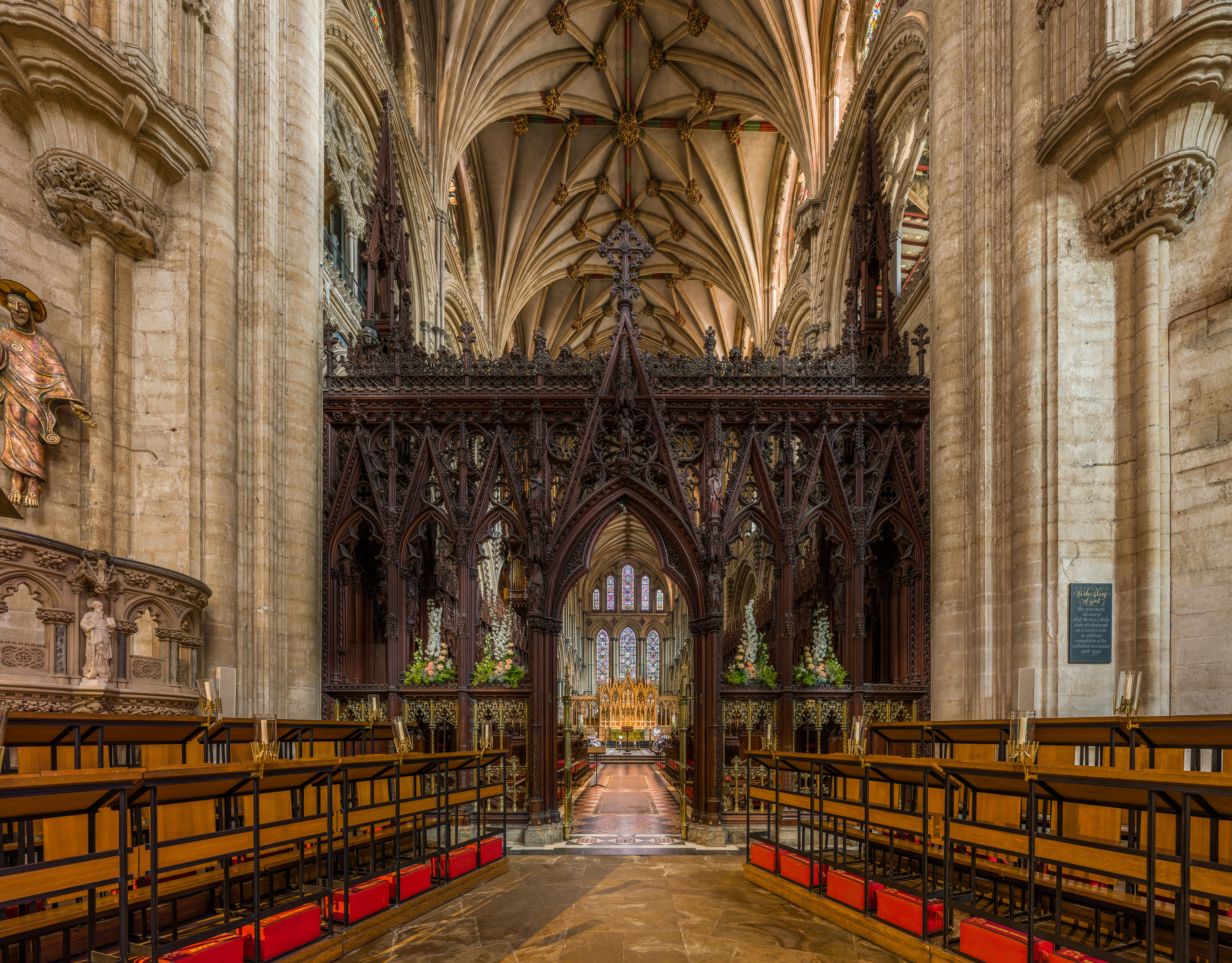
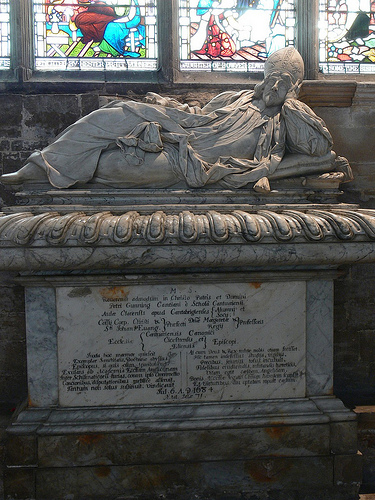
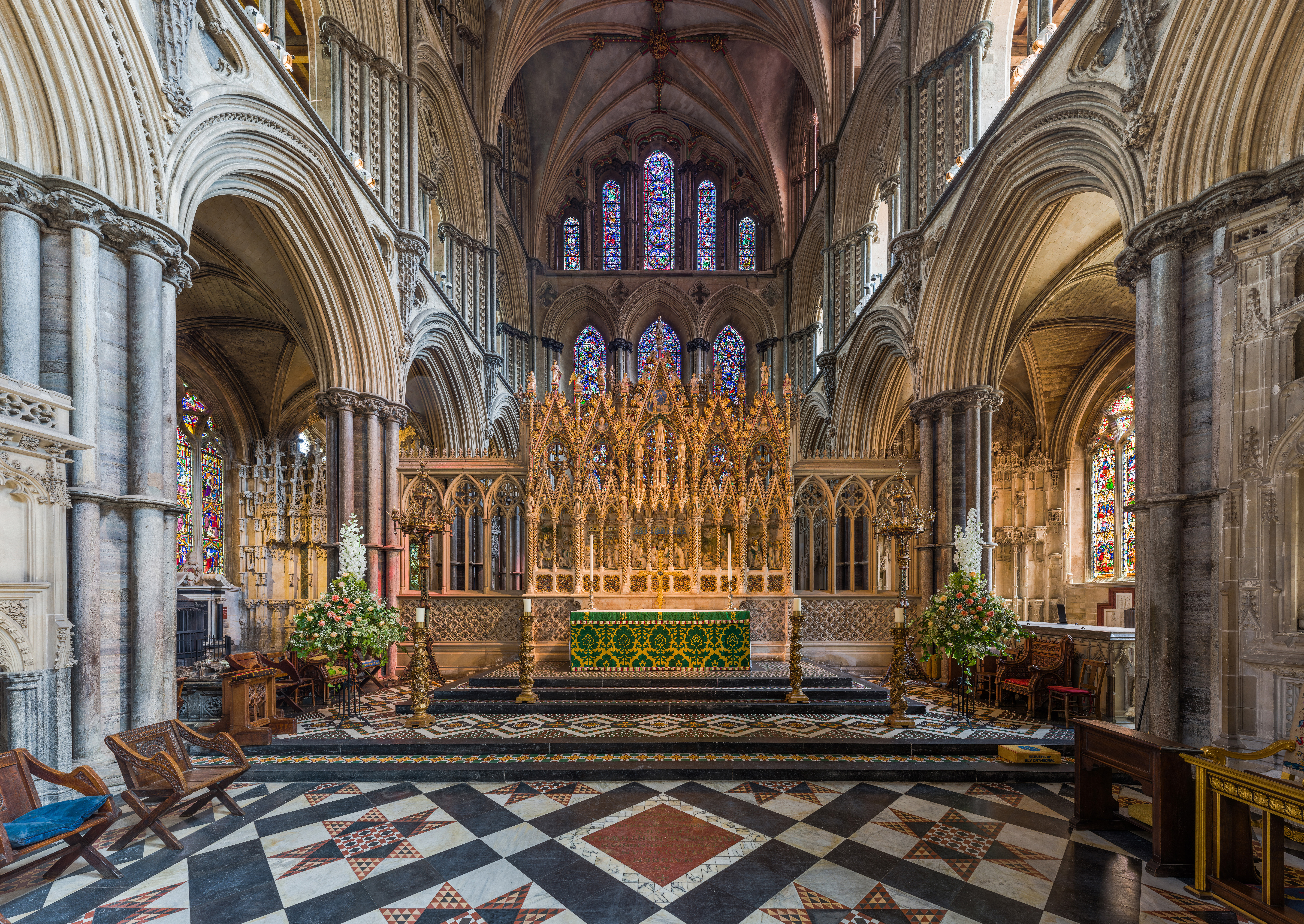
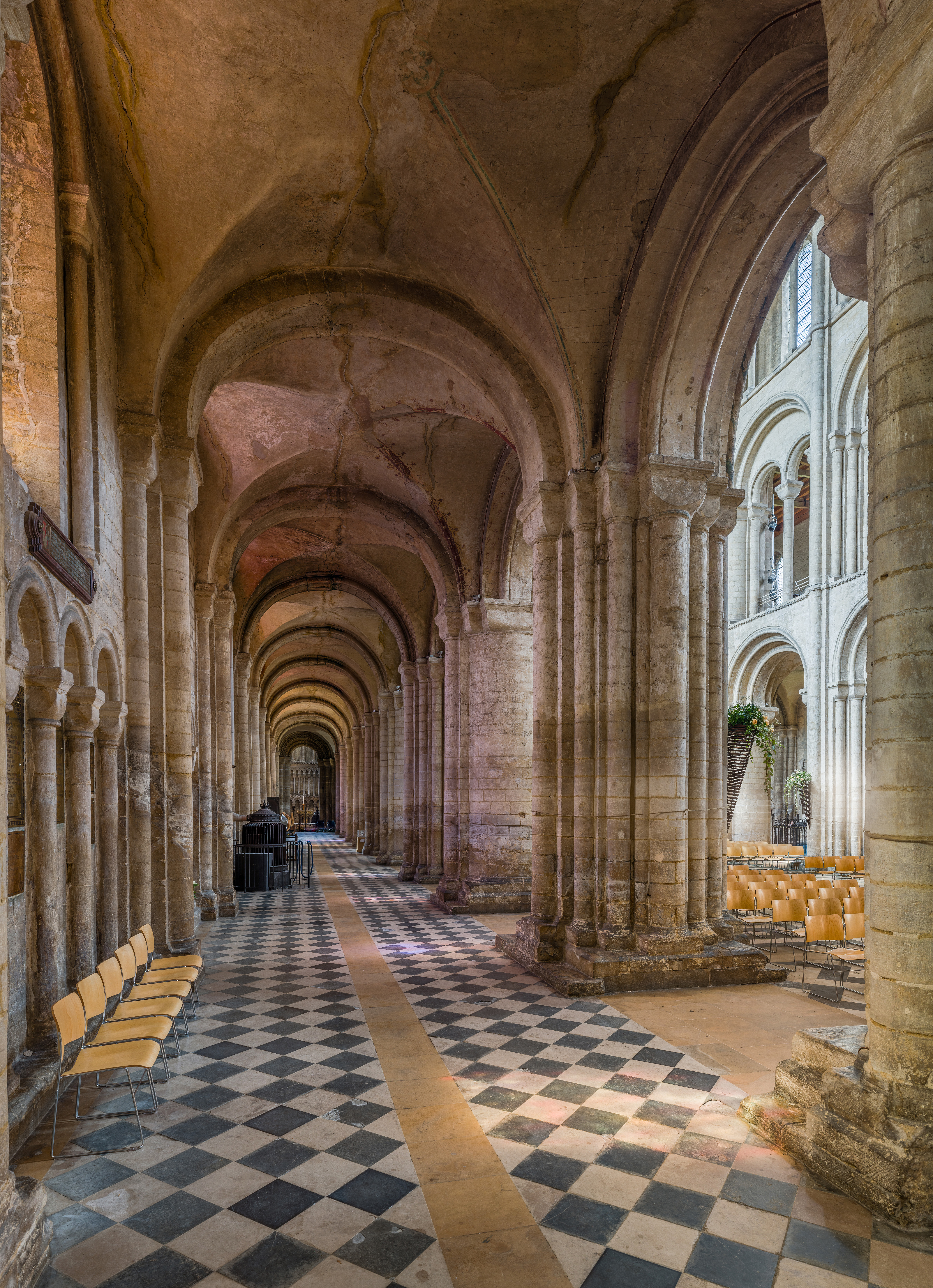
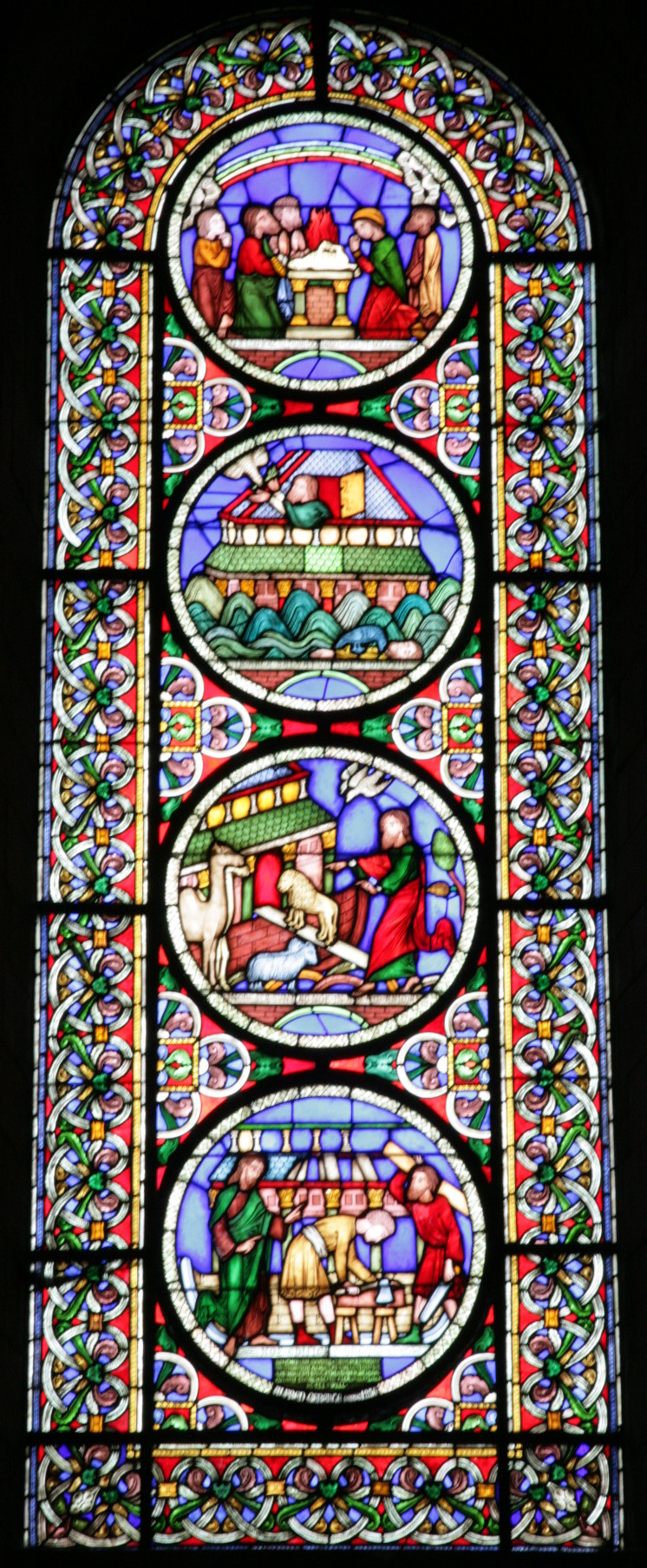
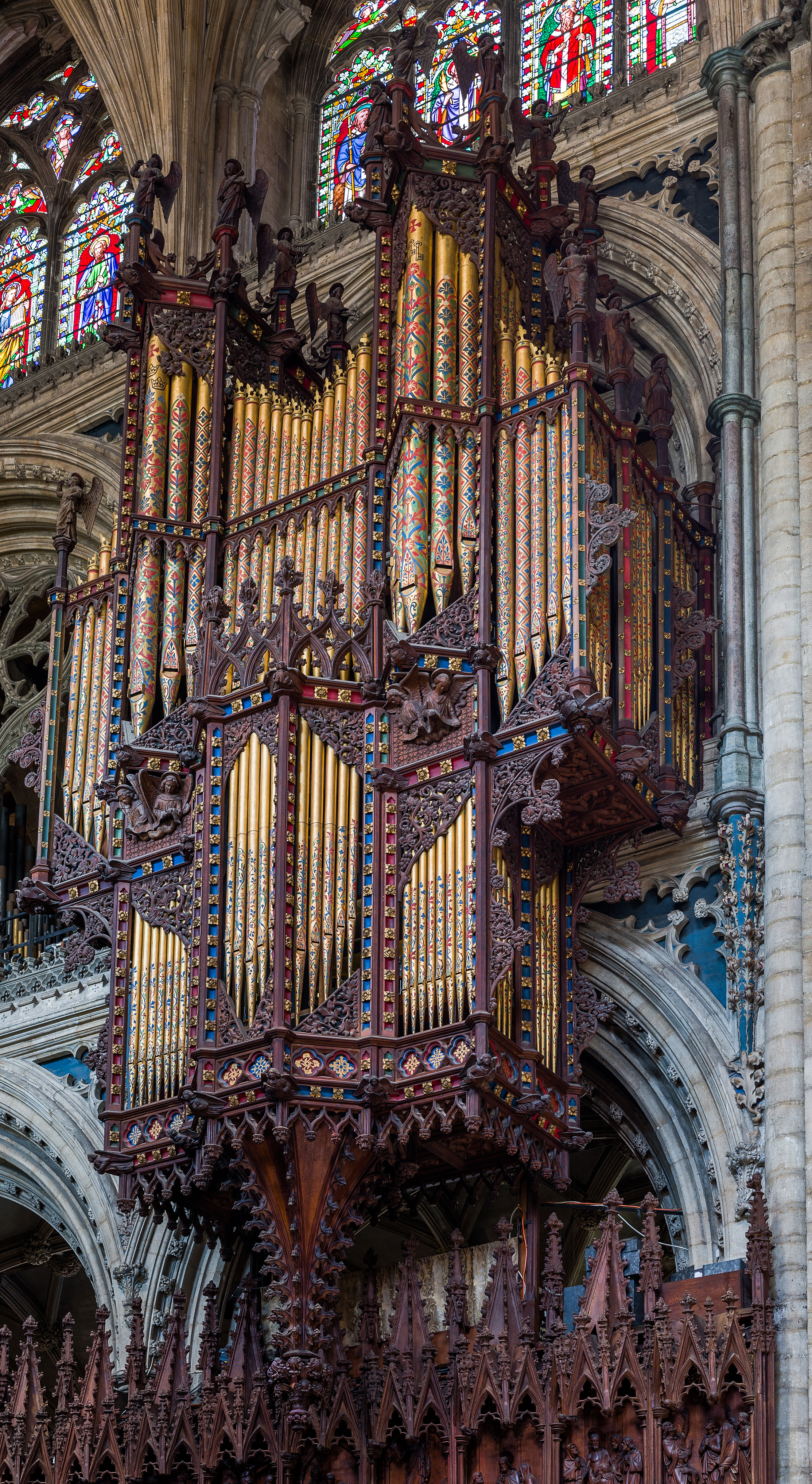